# Schulische Mitwirkung auf Kreisebene
Unter dem Begriff der Schulischen Mitwirkung auf Kreisebene werden die gesetzlich legitimierten Mitwirkungsorgane der Lehrkräfte, Eltern und Schüler auf Ebene der Landkreise und kreisfreien Städte verstanden. In Stadtstaaten wird die jeweilige Gruppe im Bezirk vertreten.

## Funktion und Organisation
Aufgabe der Kreisgremien ist die Wahrnehmung der Interessen der jeweiligen Gruppe in schulischen Angelegenheiten im Landkreis.
In Stadtstaaten werden statt der Interessen der Mitglieder im Landkreis die der Mitglieder im Bezirk vertreten, in kreisfreien Städten die der Mitglieder in der Stadt.
Die Organisation unterscheidet sich aufgrund der Kulturhoheit der Länder je nach Bundesland:

### Baden-Württemberg
Hier werden keine Gremien auf Kreisebene gebildet, die Gesamtkonfererenzen der Schule wählen direkt Landesräte.

### Bayern
In Bayern werden Sprecher für die jeweilige Gruppe auf Kreis- und Bezirksebene gewählt. Diesen kommen die allgemeinen Aufgaben (s. o.) zu. Genauere Bestimmungen trifft das Landesrecht nicht.

### Berlin
In Berlin wählt die Versammlung aller Lehrkräfte der Schule zwei Mitglieder in das Gremium der Lehrer (amtlich je nach Schulform:  Bezirksausschuss des pädagogischen Personals oder Lehrkräfteausschuss Berufliche Schulen).
Der Bezirksschülerausschuss bildet die Vertretung der Schüler auf Bezirksebene und wird von den Schülerversammlungen der Schulen gewählt. Gleiches gilt analog für den Bezirkselternausschuss.
„Die Bezirksausschüsse dienen der Wahrnehmung der Interessen der jeweiligen Gruppe in Angelegenheiten der allgemein bildenden Schulen im Bezirk sowie der Vorbereitung und Koordinierung der Arbeit im Bezirksschulbeirat.“
Die Bezirksausschüsse wählen:
- einen Vorsitzenden
- zwölf Vertreter für den Bezirksschulbeirat, ein gemeinsames Gremium der drei Kreisräte
- zwei Vertreter für den Landesausschuss, das jeweilige Gremium auf Landesebene und
- einen Vertreter für den Landesschulbeirat.

### Brandenburg
Die Kreisräte werden von den entsprechenden Räten auf Schulebene gewählt.
Folgende Ämter werden regelmäßig gewählt:
- Sprecher (Vorsitzender)
- bis zu drei Stellvertreter des Sprechers
- zwei Mitglieder für den Landesrat (Entsprechung dieses Gremiums auf Landesebene, siehe zum Beispiel: Landesschülerrat Brandenburg) und
- acht Mitglieder für den Kreisschulbeirat.

Für alle diese Ämter (mit Ausnahme des Sprechers und dessen Stellvertretern) ist je ein Stellvertreter zu wählen.
Der Kreisrat bildet einen Vorstand, der aus dem Sprecher und seinen Stellvertretern besteht oder einen erweiterten Vorstand, dem zusätzlich auch die Mitglieder im Kreisschulbeirat angehören.
Gesetzlich ist eine Sitzungsfrequenz von zwei Sitzungen pro Jahr vorgesehen. Ferner koordinieren die Kreisräte die Arbeit im Kreisschulbeirat, einem gemeinsamen Gremium aus Vertretern aller drei Räte.

### Hamburg
Im Schülerrat werden Vertreter für den Kreisschülerrat gewählt. „Der Kreisschülerrat soll die Verbindung der Schülerräte eines Schulkreises untereinander und mit der Schülerkammer pflegen.“
Hier werden regelmäßig folgende Ämter gewählt:
- Vorsitzender
- stellv. Vorsitzender
- Schriftführer

Gleiches gilt für den Kreiselternrat. Der Begriff des Kreislehrerrats findet im Gesetz keine Erwähnung.

### Hessen
Hier werden bei den Schülern und Eltern Kreis-/Stadtbeiräte gebildet, welche aus den von den jeweiligen Konferenzen an der Schule gewählten Mitgliedern bestehen.
Folgende Ämter werden hier gewählt:
- Sprecher
- zwei Stellvertreter für den Sprecher
- Kreisverbindungslehrer (nur Schüler)

Ein Kreisrat für Lehrer lässt sich im Gesetz nicht finden.

### Niedersachsen
In Niedersachsen werden die Mitglieder der Kreisschülerräte durch die jeweilige Konferenz an der Schule gewählt.
Die Gemeinde-/Kreisschülerräte wählen einen oder mehrere Sprecher.
Die Kreiselternräte wählen einen Sprecher und einen Stellvertreter sowie ggf. Beisitzer des Vorstandes. Die Mitwirkung der Lehrer ist auf Kreisebene im Gesetz nicht normiert.

### Rheinland-Pfalz
Hier werden Kreis- und Stadtvertretungen gewählt, die dem Austausch und gemeinsamen Stellungnahmen dienen. Sie wählen Vertreter in die Landeskonferenz und einen Vorstand.
Für Eltern wird ein Regionalelternbeitrat für jeden der drei Wahlbezirke Koblenz, Rheinhessen-Pfalz und Trier gebildet. Dieser soll die Zusammenarbeit zwischen der schulischen Elternvertretung und der auf Landesebene gewährleisten. Er wählt einen Regionalelternsprecher. Für Lehrer ist keine regionale Vertretung im Gesetz vorgesehen.

### Sachsen
Der Kreisschülerrat wird hier durch die Schülersprecher der Schulen gebildet, er wählt einen Vorsitzenden und Mitglieder für den Landesschülerrat.
Gleiches gilt für den Kreiselternrat. Für Lehrer ist keine regionale Vertretung im Gesetz vorgesehen.

### Sachsen-Anhalt
Es werden Kreisschülerräte gebildet, die Fragen beraten, die für die Schüler in ihrem Gebiet von Bedeutung sind. Sie werden von den Schülerräten der Schule gewählt und wählen selbst einen oder mehrere Sprecher. Für die Eltern gilt ähnliches. Die Lehrervertretung findet gesetzlich keine Erwähnung.

## Gesetzliche Grundlagen
- Baden-Württemberg: Weil hier keine Gremien auf Kreisebene gebildet werden, gibt es auch keine Gesetzesgrundlage für diese.[7]
- Bayern: u. a. Art. 62 BayEUG[8]
- Berlin: § 110 I SchulG Berlin[3]
- Brandenburg: § 136 BbgSchulG.[34]
- Hamburg: u. a. §§ 63, 75 HmbSG[17]
- Hessen: Achter und Neunter Teil des Hessischen Schulgesetzes[35]
- Niedersachsen: u. a. § 82 NSchG[36]
- Rheinland-Pfalz: u. a. § 35 des Schulgesetzes RLP
- Sachsen: § 54 SächsSchulG[37]
- Sachsen-Anhalt: Sechster und Siebter Abschnitt des SchulG